# Josef Antonín Janiš

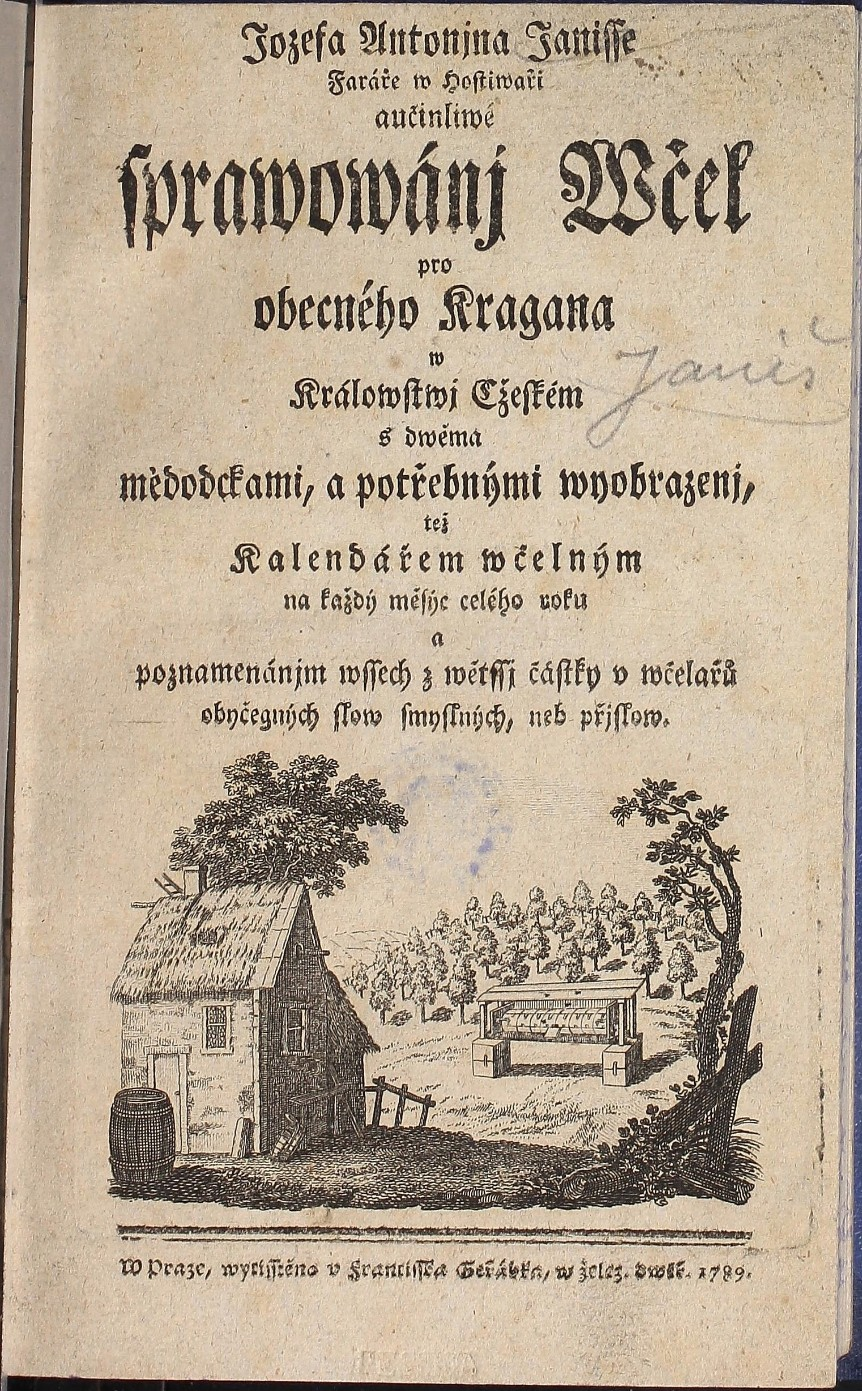
Janišova kniha - Aučinlivé sprawowánj Wčel "Učenlivé spravování včel"

Josef Antonín Janiš (6. února 1749, Trutnov–15. listopadu 1821, Hněvčeves) byl český katolický  kněz, překladatel, zemědělský odborník, odborný publicista, učitel a průkopník ve včelařství.
Byl předním zemědělským odborníkem, tiskem vydal knihu „Poučení o setí, hlídání a sklízení lnu“, dopisujícím členem Vlastenecko – hospodářské společnosti. Má velkou zásluhu na osvícenecké práci mezi českými zemědělci. Jeho nejznámější dílo je o včelách a včelaření.
Byl průkopníkem novodobého a racionálního včelaření  v českých zemích, první zavedl včelí úly s rozběrným dílem. Byl prvním objevitelem unisexuální reprodukce zvané partenogeneze. V roce 1789 opravuje názor katolického kněze Širacha (člena významné lužické včelařské společnosti), že i neoplodněná včelí matka klade vajíčka, ze kterých se líhnou dělnice. Janiš pokusem dokázal, že neoplozená matka, stejně jako kladoucí dělnice plodí jedině trubčí vajíčka. Objev partenogeneze byl později historicky připsán polskému knězi Janu Dzierżonovi, který ji lépe popsal. 
V letech 1796 až 1821 byl děkanem v Hněvčevsi u Nové Paky, kde také 15. listopadu 1821 zemřel.  

## Dílo
V letech 1777-1804 ve Slabcích u Rakovníka, překládal pod pseudonymem J. A. Trutnovský. 
- Podstatná učení a zpráva o chování včel (1777)
- Aučinlivé sprawowánj Wčel "Učenlivé spravování včel" (1789), (NK Praha, sign. 54G 11059)
- Nová včelní kniha pro lid venkovský (1790)
- Poučení o setí, hledění a klizení lnu (1818)